# Lualdi
Lualdi,  повна назва Lualdi Porte S.P.A. — італійська фабрика, що виробляє двері та меблі. Заснована у 1960 році як сімейне підприємство. Головний офіс розташовується у Маркалло-кон-Казоне у провінції Мілан. Компанія є одним із визнаних лідерів ринку дизайнерських дверей.
Спеціалізується на виготовленні дверей, дверних перегородок, розсувних систем, меблів та дверної фурнітури (ручки, замки, засувки). 
Шоу-руми компанії знаходяться у Мілані, Нью-Йорку та Маямі. Продукція компанії продається у 44 країнах світу.

## Продукція
Спеціалізується на виготовленні дверей, дверних перегородок, розсувних систем, меблів та дверної фурнітури (ручки, замки, засувки). В облицюванні використовуються екологічно безпечні матеріали: алюміній, шкіра, а також шпон цінних порід дерева (горіх, корінь мирта, клен, вишня). Двері також можуть бути пофарбовані в будь-який колір за представленою фабрикою колірній гамі з блискучим або матовим покриттям.
Двері фабрики Lualdi Porte можуть бути одностулковими, двостулковими і розсувними. Окремі моделі дверей комплектуються лиштвами нестандартної форми. Наприклад, особливістю дверей серії Rasomuro є дуже тонкі алюмінієві лиштви.
- Колекція дверей
- Американська колекція
- Контрактні двері
- Меблі
- Системи перегородок
- Дверні ручки

## Дизайнери
Дизайнери, які працювали або працюють з Lualdi:
- П'єро Ліссоні
- Роберт Стерн
- Луіджі Каччя Домініоні
- Норман Фостер
- Ренцо Піано
- Віко Маджістретті
- Гае Ауленті
- Девид Роквелл
- Ері Гошен
- Ерік Морван
- ігнаціо Гарделла

## Проекти
Проекти, що оснащені продукцією Lualdi Porte:

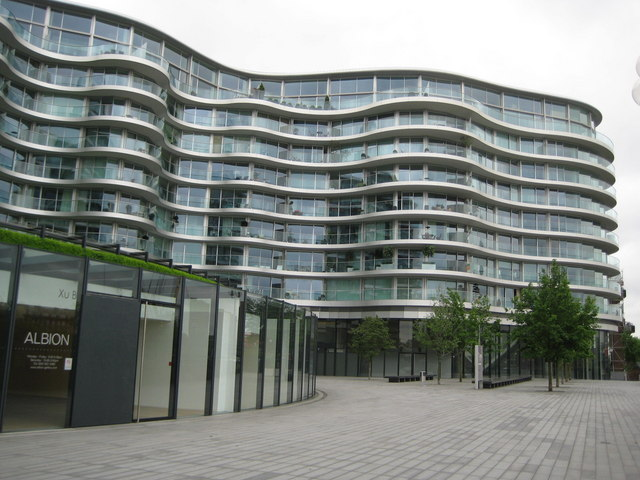
Житловий комплекс Albion Riverside у Лондоні, архітектори — Foster and Partners

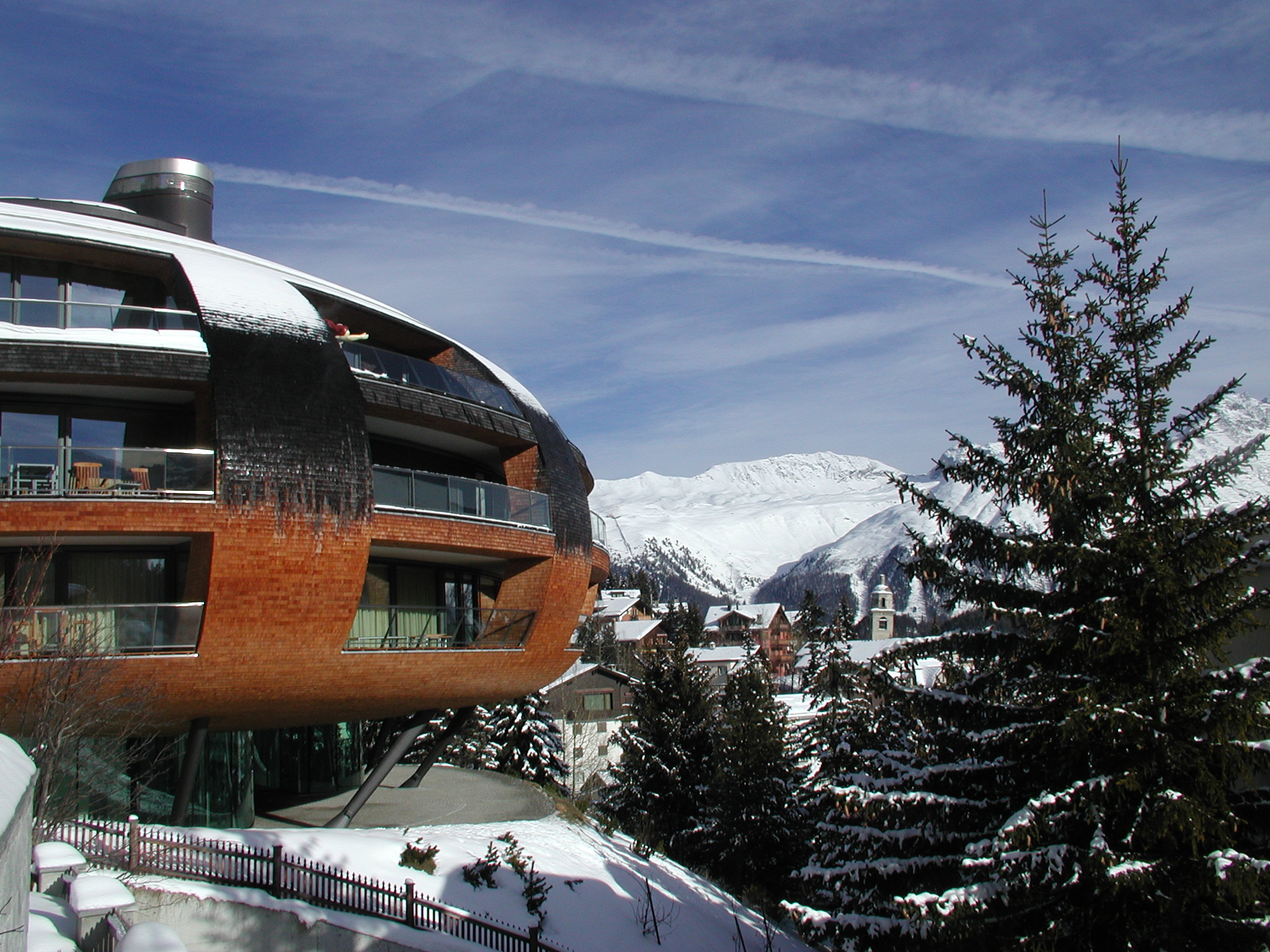
Chesa Futura, Санкт-Моріц, архітектор — Норман Фостер

| Італія - Gallia Hotel, Мілан - Банк Італії, Мілан - Банк Америка та Італії, Мілан - Bulgari Hotel, Мілан - Deutsche Bank, Мілан - Grappa Nardini, Бассано-дель-Граппа - Gucci, Мілан - Il sole 24 Ore, Мілан - La Rinascente, Мілан - Max Mara, Реджо-нель-Емілія - Міланська фондова біржа, Мілан - Morgan, Grenfell & Co., Мілан - Olivetti, Мілан - Pirelli, Мілан - Rolex, Мілан - Sergio Tacchini, Мілан - Trussardi, Мілан - Університет Бокконі, Мілан - Versace, Мілан | Європа - Albion Riverside, Лондон - Hotel Stradivarius, Амстердам - Chesa Futura, Санкт-Моріц - Hotel Le Royal, Люксембург Америка - Buckingham Hotel, Нью-Йорк - Ritz Plaza Hotel, Маямі - 140 Franklin Street, Нью-Йорк - 459 W 18Th Street, Нью-Йорк - Citibank, Нью-Йорк - Epic Hotel & Condo, Маямі - Grovenor House, Коконат-Гроув, Маямі - Hess Oil, Віргінські о-ви - On Rivington Hotel, Нью-Йорк - Palazzo del Mare, Фішер-Айленд, Маямі - TransCanada Pipelines, Калгарі Інші країни - Посольство Німеччини, Тель-Авів |

## Продажі
Станом на 2015 рік продукція Lualdi Porte продається у 44 країнах світу. Шоу-руми компанії знаходяться у Мілані, Нью-Йорку та Маямі.
Мережа магазинів у світі представлена у таких країнах:
| - Австралія - Албанія - Вірменія - Азербайджан - Білорусь - Боснія і Герцеговина - Канада - Чехія - КНР - Кіпр - Хорватія - Естонія | - Іспанія - Фінляндія - Франція - Німеччина - Греція - Гонконг - Угорщина - Ізраїль - Італія - Японія - Південна Корея - Латвія | - Литва - Люксембург - Північна Македонія - Молдова - Чорногорія - Філіппіни - Польща - Португалія - Румунія - Росія - Сербія - Словенія | - Словаччина - Швейцарія - Туреччина - ОАЕ - Україна - США - Велика Британія - В'єтнам |

## Нагороди
Wallpaper* Design Awards
- 2015 Колекція Avenue. Дизайн — Роберт Стерн.

Compasso d'Oro
- 2014 Compasso d'Oro («Золотий циркуль») від Асоціації промислових дизайнерів (ADI) за модель дверей L16. Архітектор — П'єро Ліссоні.